# 배합관현악
배합관현악은 조선민주주의인민공화국에서만 존재하는 관현악 연주법이다.

## 특징
배합관현악은 조선민주주의인민공화국에서 존재하는 독특한 관현악 방식으로 조선민주주의인민공화국에서 개량된 악기와 서양 양악기를 함께 편성하는 것을 뜻하는 관현악 연주법이다. 경우에 따라서 부분 배합관현악과 전면 배합관현악,특수 배합관현악으로 구분된다.

## 전면 배합관현악
만수대예술단이나 피바다가극단, 국립민족예술단, 조선인민군협주단 등 조선민주주의인민공화국에서 대표적인 종합 공연예술 단체들에 속한 관현악단들의 편제를 보면 스토코프스키의 배치법을 기반으로 하면서 조선민주주의인민공화국에서 개량된 악기와 서양 양악기가 거의 동등한 비율로 편성되는데, 이를 '전면 배합관현악'이라고 부른다.
이와 같은 편성은 비슷한 음역을 가지는 악기를 따로 떨어뜨려 놓지 않고 같은 자리에 배치하며 같은 악보를 보면서 연주하기 때문에 소리가 조화롭게 표현된다고 한다.이는 조선민주주의인민공화국의 '주체음악예술'이라는 이름으로 대다수 조선민주주의인민공화국의 관현악단들이 이 방법을 따르고있다.
은하수관현악단도 창단 초기에는 연주곡에 따라 꽹과리와 징 같은 민족타악기를 같이 연주하는 것을 제외하면 대부분 서양 악기만으로 편성했지만, 2011년 들어 죽관악기들과 소해금, 가야금, 어은금을 정규 편성에 넣고 있어서 전면 배합관현악 편제의 형태를 취하고 있다고 여겨진다.
조선민주주의인민공화국 문헌인 배합관현악편성법에 따르면, 일반적인 편성 방법은 다음과 같다.
인원과 악기 배치 숫자는 각각 소편성/중편성/대편성 순이며, 괄호친 숫자는 통상적으로 편성되지는 않지만 이례적으로 쓰일 경우의 인원 수 혹은 악기 숫자를 뜻한다.

### 찰현악기편성
- 제1소해금 8/10~12 제1바이올린 8/10~12,제2소해금 8/10~12, 제2바이올린 8/10~12, 중해금 3/4/6, 비올라 3/4/6, 대해금 3/4/5, 첼로 3/4/5, 저해금 1/2~3/4, 콘트라베이스 1/2~3/4, 하프 1~3

조선민주주의인민공화국에서 탈북한 소해금 연주자인 박성진의 말을 인용하면 소해금은 바이올린 옆에 앉는 것이 조선민주주의인민공화국 방식의 클래식이라고 한다. 비올라와 중해금, 첼로와 대해금, 콘트라베이스와 저해금은 같은 악보로 동음 연주(유니즌)한다. 그리고 무대 위건 오케스트라 피트 속이던 간에, 제1 소해금, 대해금, 저해금이 제1 바이올린, 첼로, 콘트라베이스 옆에서 전면으로 배치하는 것이 원칙이며 제 2소해금은 제2 바이올린 옆에, 중해금은 비올라 왼쪽으로 배치하는 것을 원칙으로 한다.

### 발현악기 편성
- 발현/타현악기: 가야금 1/2/4, 양금 1/1/2, 옥류금 (1)/1/1~2, 소어은금 1/2, 중어은금1/2, 대어은금1/2

발현악기에서의 어은금의 역할은 바이올린의 피치카토 주법(손으로 뜯는 주법)을 담당한다.

### 죽관악기편성
- 고음단소 0/(1)/1, 단소 1/2/2, 고음저대 1/1/2, 중음저대 (1)/1/2, 저대 2 또는 1/2~4/4, 장새납 1/1/2, 대피리 1/1/2, 저피리 1/1/2

### 목관악기 편성
- 플루트 1/1/2, 오보에 0/1/2, 클라리넷 1/1/2, 바순 0/1/2

목관악기가 플루트와 클라리넷으로 제한되어 있고 인원 수도 적게 편성된 것이 특징인데, 오보에와 바순이 배제되거나 거의 쓰이지 않는 것은 죽관악기에서 비슷한 음역을 담당하는 장새납과 저피리가 그 역할을 도맡아 하기 때문으로 보인다.

### 금관악기 편성
- 호른 2/2~4/6~8, 트럼펫 1/2/3~4, 트롬본 1~2/2~3/3, 튜바 0/1/1~2

금관악기의 경우에는 조선민주주의인민공화국 측 서적에 따르면 나각류 금관악기의 도태 후 서양 금관악기만을 사용하고 있다.

### 타악기편성
- 타악기: 꽹과리, 징, 장구, 자바라, 팀파니, 심벌즈, 드럼 세트(전문가용), 탬버린, 목금, 실로폰 등

타악기는 주로 사물놀이용 타악기 위주의 민족타악기와 서양 타악기가 혼합 편성되는데, 음정을 낼 수 있는 유율 타악기는 목금, 실로폰, 팀파니를 제외하면 민족악기와 서양악기 모두 편성하지 않는 것이 보통이다. 그나마 자주 사용되는 유율 타악기는 팀파니만 유일하게 사용되나 현악기 중에서 해금속 악기가 빠지는 부분 배합관현악의 경우는 목금, 실로폰이 같이 사용되기도 한다. 그러나 대규모 합창에서 사용되는 대편성의 경우에는 팀파니, 목금, 실로폰이 전부 사용된다.

## 부분 배합 관현악
서양악기가 주가 되는 조선국립교향악단에도 저대류와 단소류, 새납류 같은 죽관악기, 꽹과리와 징 같은 민족타악기가 정규 편성으로 들어가 있고, 조선인민군협주단에서는 서양악기에 어은금을 포함시키는 것을 볼 수 있는데, 이 경우에는 '부분 배합 관현악'이라고 칭한다.
예로는 관현악 청산벌에 풍년이 왔네가 대표적으로 꽹과리와 장새납이 편성되어 있는 것을 확인 할 수 있으며 북한에서 연주된 조선인민군협주단과 조선인민군공훈국가합창단의 합창 장군님 축지법 쓰신다에서도 어은금을 포함한 부분배합관현악을 확인할 수 있다..
일반적인 부분 배합 관현악 편성법은 다음과 같다.
조선국립교향악단의 서양 악기는 현행 일반 스토코프스키 배치법을 따르나 꽹과리.장구 등의 민속 타악기와 조선민주주의인민공화국에서 개량된 악기인 죽관악기 편성은 전면배합관현악 편성과 동일하다. 다만 오보에와 바순의 경우는 서양 악기 편성의 경우와 동일하게 사용돠며 장새납은 독주로서 사용되기 때문에 거의 쓰이지 않고 있다.장구와 꽹과리의 경우는 곡에 따라서 타악기 주자가 바꾸어 연주하는 것이 보통이나 별도의 단원이 존재하는 경우 스네어 드럼 옆에서 연주하는 것이 보통이다.
조선인민군협주단의 경우는 서양 악기에 어은금을 포함시키는데, 어은금의 경우는 소.중.대어은금의 각각 2편성으로 운용되며 제2바이올린 뒤에 앉아서 연주되는 것이 보통이다.

## 특수 배합관현악
위에 설명한 전면 배합 관현악과 부분 배합 관현악 외에 또 다른 방식의 배합관현악이 확인되었다. '특수 배합관현악' 이라고 칭하는 방식으로 이러한 편성은 전면 배합관현악과 동일한 스토코프스키 배치법을 기반으로 하여 조선민주주의인민공화국에서 개량된 악기를 주가 되도록 하는 민족관현악 편성을 바탕으로 하여 서양 현악기와 금관.건반.현.타악기를 곡의 필요에 따라 혼합하는 방식을 원칙으로 한다. 그러나 조선민주주의인민공화국에서는 이러한 편성의 곡은 거의 찾아보기가 힘들다.

## 대한민국의 용례
위에서 언급한 관현악곡  청산벌에 풍년이 왔네가 서울특별시 청소년교향악단에서 통일부, 국가정보원 등 관계당국의 자문을 통해 최초로 연주되었고 대한민국의 각종 교향악단에서도 자주 무대에 올리는데, 장새납을 대신한 태평소와 꽹과리를 첨부하여 연주하는데, 이는 조선민주주의인민공화국의 부분 배합관현악에 근접한 형태를 보여주기도 한다.